# Сантисима Тринита (Терамо)
Сантисима Тринита (итал. Santissima Trinità) је насеље у Италији у округу Терамо, региону Абруцо.
Према процени из 2011. у насељу је живело 35 становника. Насеље се налази на надморској висини од 365 м.